# Walgina rdestniak
Walgina rdestniak (Timandra comae, Calothysanis amata) – gatunek owada z rodziny miernikowcowatych, w Polsce bardzo pospolity.
Od 1994 roku istnieje niezatwierdzony przez wszystkich ekspertów podział gatunku na Timandra comae i T. griseata. W północnej i wschodniej Europie występuje T. griseata, natomiast T. comae – w Europie Zachodniej i Południowej. W Estonii występują mieszańce obu gatunków.

## Wygląd

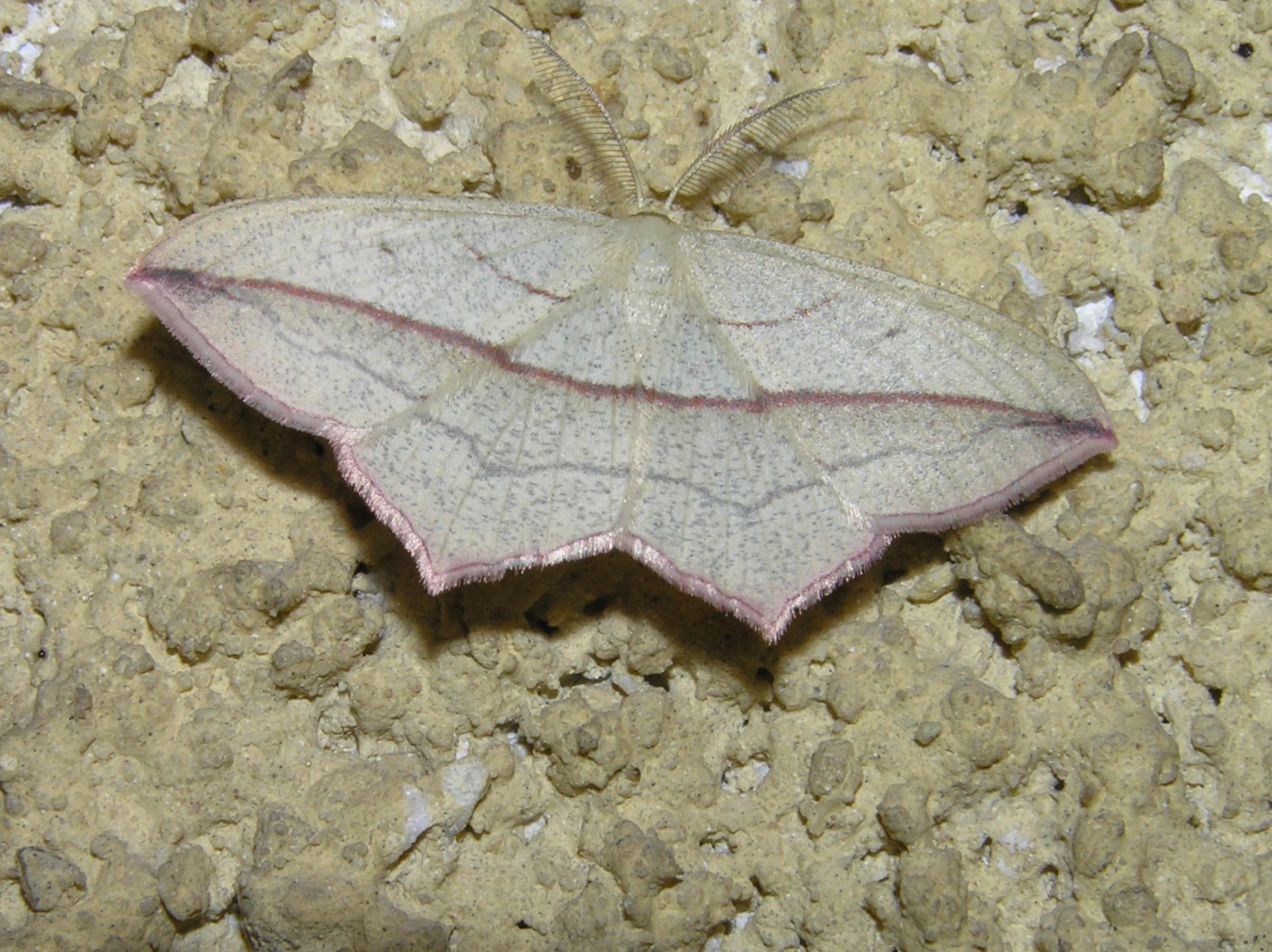
Samiec

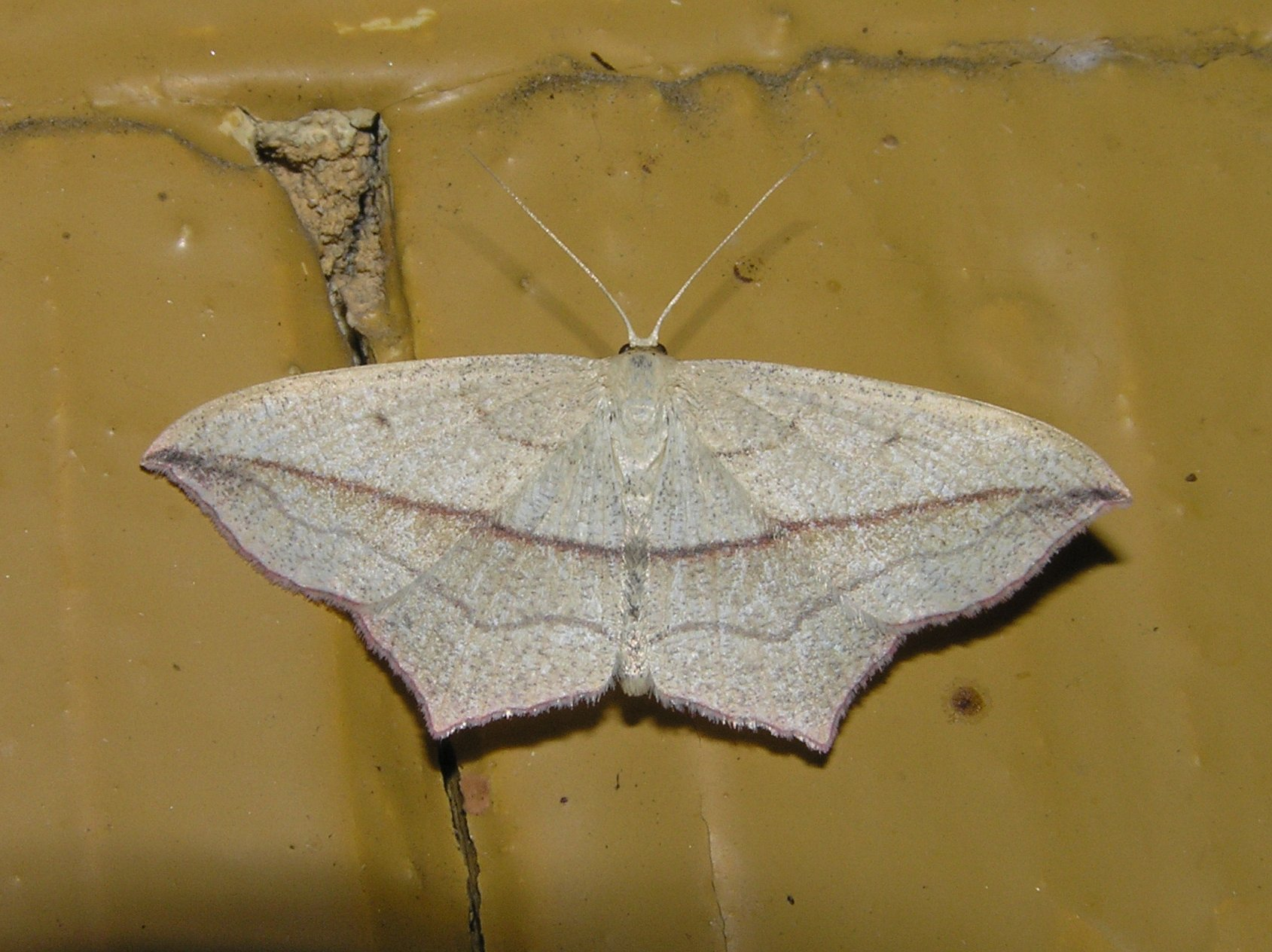
Samica

Rozpiętość przednich skrzydeł 14–35 mm, filigranowa budowa ciała, dymorfizm płciowy widoczny w budowie czułków: samiec posiada  podwójnie grzebykowate, samica – czułki piłkowane. Skrzydła są barwy kremowej. Przez obie pary przechodzą czerwonawo-fioletowe linie układające się po rozłożeniu skrzydeł w jedną linię. Przed i za wyraźniejsza linią przebiegają mniej wyraźne linie. Na przednich skrzydłach widoczne są ciemniejsze małe plamki. Tylne brzegi skrzydeł są zaakcentowane ciemniejszą, ale rozjaśniającą się  barwą. Gąsienice mają zmienną barwę, od szaro-brązowej do oliwkowej z ciemniejszymi plamami na grzbiecie. Poczwarki przystosowane są ubarwieniem do barwy otoczenia, przebywają w słabych oprzędach, wyglądając jak gdyby były zawieszone w powietrzu.

## Biotop
Owad bardzo pospolity. Pojawia się w dwóch lub trzech pokoleniach od maja do października, w lasach łęgowych, zaroślach w pobliżu zbiorników wodnych i na skraju lasów. Przylatuje również do parków, ogródków i domów. W ciągu dnia motyle składają skrzydła do odpoczynku i ukrywają się w zacienieniach. Połączenie barwne, przedniego i tylnego skrzydła, skutecznie kamufluje motyla w otoczeniu. Aktywny jest nocą, może przylatywać do światła.

## Pożywienie
Gąsienice żywią się liśćmi różnych szczawi i rdestów, niekiedy także innych roślin.